# Eddie Miró
Eduardo "Eddie" Miró (Humacao, Puerto Rico, 25 de marzo de 1935 - Rio Piedras, Puerto Rico, 9 de octubre de 2024) fue un presentador, libretista, actor, comediante, guionista y productor de televisión puertorriqueño. 

## Biografía
Comenzó su carrera artística haciendo pequeños pasos de comedia en los pasillos de su escuela, a la edad de 18 años se enlistó en el ejército. Durante 40 años fue el animador del programa El show de las 12 en Telemundo (Canal 2). Fue un presentador de programas de televisión en Puerto Rico de origen sefardí. Miró se le es considerado como uno de los pioneros de la televisión boricua en el género de programa de variedades, fue uno de los más influyentes en la historia boricua y uno de los más longevos en Puerto Rico.
Es el mejor para mayores de 40 años. Al igual que Dick Clark en los Estados Unidos, Miró es conocido por su longevidad frente a las cámaras mientras envejece relativamente poco físicamente.
Durante la larga carrera televisiva de "El Show de las 12", entró en contacto con muchos artistas famosos, tanto locales como extranjeros. Algunas de las celebridades locales con las que trabajó como coanfitriones y estrellas invitadas fueron Nydia Caro, Luis Antonio Cosme, Awilda Carbia, Ángela Meyer, Otilio Warrington, Dagmar, Lou Briel, El Gran Combo, Menudo, Machuchal, etc.. Los actos extranjeros que presentó incluyeron a Raphael, Celia Cruz, Julio Iglesias, Rocío Jurado, Sandro de América, Marilyn Pupo, (que reside en Puerto Rico pero es cubana) Gloria Trevi, José Luis Rodríguez, Hugo Henríquez y muchos otros.
En el competitivo mercado televisivo de Puerto Rico, Miró sobrevivió a los anfitriones rivales Luis Vigoreaux y su hijo Luisito de WAPA-TV y, más tarde, a la competencia de Televicentro como Luis Antonio Rivera "Yoyo Boing", quien estuvo entre los anfitriones de El Show de El principal competidor de las 12, El Show del Mediodía. Cabe mencionar que Eddie Miró sobrevivió a Luis Vigoreaux en parte debido al asesinato de Vigoreaux en 1983.
El 13 de junio de 2022, Miro recibió un premio Emmy golden circle por sus 50 años de trayectoria en la televisión puertorriqueña en una ceremonia donde también fueron homenajeadas Sylvia Gómez, Luz Nereida Vélez y Cyd Marie Fleming por sus respectivas carreras.
Eddie Miró falleció el 9 de octubre de 2024, a los 89 años, tras sufrir un delicado estado de salud que lo mantuvo hospitalizado desde agosto de 2024.

## Programas que presentó Miró
- Noche de gala (1972-1994)
- El show de las 12 (1965-2005)
- X-Clusivo con La Comay (1997-1999)
- El show de Eddie Miró (2010-2024)